# Ryōichi Maeda
Ryōichi Maeda (jap. 前田 遼一, Maeda Ryōichi; * 9. Oktober 1981 in Kōbe) ist ein ehemaliger japanischer Fußballspieler.

## Karriere

### Verein
Seine Profikarriere begann Maeda im Jahr 2000 bei Júbilo Iwata und feierte sein Debüt am 3. Mai 2000 beim Ligaspiel gegen Kawasaki Frontale. Sein erstes Tor schoss er am 28. August 2001 im Yamazaki Nabisco Cup gegen JEF United Ichihara Chiba. In der Saison 2009 wurde er mit 20 Toren Torschützenkönig der J. League. Auch im folgenden Jahr wurde er mit 17 Toren zusammen mit Joshua Kennedy Torschützenkönig. 2015 wechselte er zum Ligakonkurrenten FC Tokyo. Für den Klub spielte er bis Ende 2018. Anfang 2019 unterschrieb er einen Vertrag beim Zweitligisten FC Gifu in Gifu. Ende 2019 musste er mit Gifu den Weg in die Drittklassigkeit antreten. Für Gifu bestritt er insgesamt 59 Ligaspiele.
Am 1. Februar 2021 beendete Maeda seine Karriere als Fußballspieler.

### Nationalmannschaft
Sein Debüt für die japanische Fußballnationalmannschaft gab er am 22. August 2007 beim Freundschaftsspiel gegen Kamerun. Sein erstes Tor schoss er am 17. Oktober desselben Jahres beim Freundschaftsspiel gegen Ägypten. Bei der Asienmeisterschaft 2011 in Katar spielte er in allen sechs Partien und gewann den Wettbewerb durch einen 1:0-Finalsieg gegen Australien.

## Erfolge

### Verein
Júbilo Iwata
- J. League Division 1: 2002
- Kaiserpokal: 2003
- Xerox Super Cup: 2000, 2003, 2004
- J. League Cup: 2010

### Nationalmannschaft
- Asienmeister: 2011
- Afro-Asien-Pokal für Nationalmannschaften: 2007

## Auszeichnungen
- Torschützenkönig der J. League: 2009, 2010
- Bester Nachwuchsspieler des asiatischen Fußballverbandes: 2000